# Зона отпорности биљака на ниске температуре
Зона отпорности биљака на ниске температуре је географско подручје дефинисано тако да обухвата одређени распон климатских услова важних за раст и опстанак биљака.
Она је добра основа за разграничење ареала гајења врста дрвенастих и зељастих биљака на основу средњег годишњег минимума температуре ваздуха (СГМТВ). 

## Зоне отпорности на ниске температуре за Северну Америку
Ова основа први пут је искоришћена за климатске зоне у Северној Америци (Plant Hardiness Zones) креирана од стране Департмана пољопривреде САД (United States Department of Agriculture). Зона 1 је она у којој су средње јануарске температуре испод –45,5оС, што одговара субарктичким областима Сибира и Централне Канаде, док је зона 12 она где се средњи годишњи минимум температуре ваздуха (СГМТВ) не спушта испод +10,1оС, што је карактеристика тропске екваторијалне климе. 

## Зоне отпорности на ниске температуре за Европу
Хаинце и Шрајбер, 1984. године, израдили су карту са изотермама средњих годишњих минималних температура ваздуха (средња јануарска температура) и зонама - ареалима гајења за Европу. 

## Зоне отпорности на ниске температуре за Србију
Већи део Србије припада зони 7, а део Војводине и источна Србија зони 6. Зоне су одређиване без узимања у обзир надморске висине тако да су само оријентационе. Са порастом надморске висине зоне се знатно мењају на ниже.
Подела на зоне представља добру полазну основу при интродукцији неког биљног таксона, али постоји још низ утицајних фактора који могу бити лимитирајући за производњу и гајење иако средњи годишњи минимуми температуре ваздуха потпуно одговарају, па поделу треба узимати са резервом.